# Hans Sedlmayr
Hans Sedlmayr (* 18. Januar 1896 in Hornstein, Österreich-Ungarn; † 9. Juli 1984 in Salzburg) war ein österreichischer Kunsthistoriker.

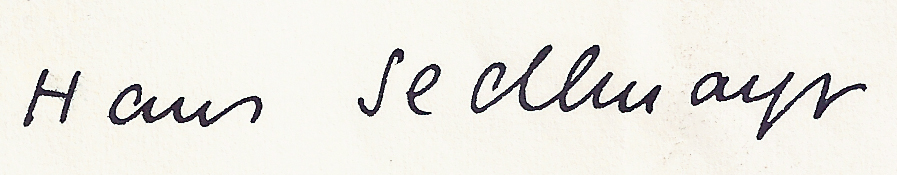
Hans Sedlmayr (Signatur), 1953

## Leben
Hans Sedlmayr studierte Architektur an der Technischen Universität Wien und Kunstgeschichte an der Universität Wien.
Seine Dissertation bei Julius Schlosser behandelt den Barockarchitekten Johann Bernhard Fischer von Erlach.
Später wandte er sich dem Strukturalismus zu und avancierte in geistiger Nachfolge Alois Riegls zum Begründer der Strukturanalyse in der Kunstwissenschaft, was insbesondere in seinem 1948 erschienenen Hauptwerk Verlust der Mitte durch die Betrachtung der Kunstwerke und Kunstepochen im Kontext ihrer Entstehungszeit zum Ausdruck kommt. Sedlmayr habilitierte sich 1933 und wurde 1936 Nachfolger seines Lehrers auf dem Wiener Lehrstuhl.
Hans Sedlmayr trat bereits am 7. November 1930 in die österreichische NSDAP ein, allerdings Oktober 1932 wieder aus. Nach dem „Anschluss“ Österreichs an das Deutsche Reich trat Sedlmayr am 1. Mai 1938 wieder der Partei bei (Mitgliedsnummer 6.198.125). 1942 wurde er als korrespondierendes Mitglied in die Bayerische Akademie der Wissenschaften aufgenommen. Hilde Röder, die in Wien Kunstgeschichte studierte, berichtete, dass sie von Sedlmayr, »einem katholisch-reaktionären Opportunisten«, relegiert wurde, da sie sich weigerte, Studienkollegen zu bespitzeln.
Wegen der Mitgliedschaft in der NSDAP verlor Sedlmayr 1945 seine Professur für Kunstgeschichte.
In den Nachkriegsjahren publizierte er unter dem Pseudonym Hans Schwarz, im Gedenken an seinen besten jüdischen Freund, der im Krieg ermordet wurde. 1951 erhielt er wieder einen Ruf an die Universität München. Seit 1955 gehörte Sedlmayr dem Wissenschaftlichen Beirat der Sachbuchreihe Rowohlts deutsche Enzyklopädie an, die mit seiner Veröffentlichung Die Revolution der modernen Kunst als Band 1 begann. Als Emeritus wurde er 1965 Professor an der Universität Salzburg, wo er die Lehrkanzel für Kunstgeschichte gründete. 1965 erschien seine Schrift Die demolierte Schönheit – Ein Aufruf zur Rettung der Altstadt Salzburgs. Am 9. November 1972 wurde ihm die Ehrendoktorwürde der Universität Salzburg verliehen.
Sedlmayr gilt als Verfechter der figürlichen Malerei. Bekannt ist die Auseinandersetzung mit dem Maler Willi Baumeister beim „ersten Darmstädter Gespräch“ im Jahr 1950, bei dem neben Kunsthistorikern u. a. auch Psychologen und Architekten anwesend waren. Festgehalten von dem Gespräch sind u. a. Stellungnahmen von Theodor W. Adorno zur Thematik abstrakte vs. figurative Kunst.
Sedlmayr war mit der früheren Sängerin Maria von Schmedes (1917–2003) verheiratet.

## Veröffentlichungen (Auswahl)
- Fischer von Erlach der Ältere. R. Piper, München 1925.
- Die Architektur Borrominis. Frankfurter Verlags-Anstalt, Berlin 1930.
- Zu einer strengen Kunstwissenschaft. In: Kunstwissenschaftliche Forschungen, Band 1, S. 7–32.
- Zum Begriff der Strukturanalyse. In: Kritische Berichte zur kunstgeschichtlichen Literatur, Band 32, 1931, S. 146–160.
- Das erste mittelalterliche Architektursystem. In: Kunstwissenschaftliche Forschungen, Band 2, 1933, S. 25–62.
- Die ‚Macchia‘ Bruegels. In: Jahrbuch der Kunsthistorischen Sammlungen in Wien, N.F. Band 8, 1934, S. 137–160.
- Über eine mittelalterliche Art des Abbildens. In: Critica d’arte, Band 1, 1935/36, S. 261–269.
- Verlust der Mitte. Otto Müller Verlag, Salzburg/Wien 1948.
- Die Entstehung der Kathedrale. Zürich 1950.
- Allegorie und Architektur. In: Castelli, Enrico (Hrsg.): Retorica e Barocco. (Atti del Congresso Internazionale di Studi Umanistici, Venezia 15–18 giugno 1954). Rom 1955, S. 197–207.
- Die Revolution der modernen Kunst. (= Rowohlts Deutsche Enzyklopädie, Bd. 1). Rowohlt, Hamburg 1955.
- Die Schauseite der Karlskirche in Wien. In: Kunstgeschichtliche Studien für Hans Kauffmann, hrsg. v. Wolfgang Braunfels, Berlin 1956, S. 262–271.
- Johann Bernhard Fischer von Erlach. Wien/München 1956. 2. Auflage Wien 1976. Neuausgabe Stuttgart 1997.
- Kunst und Wahrheit. Zur Theorie und Methode der Kunstgeschichte. Hamburg (Rowohlt) 1958. Vermehrte Neuausgabe Mittenwald (Mäander) 1978, ISBN 978-3-88219-175-2.
- Epochen und Werke. Gesammelte Schriften zur Kunstgeschichte. 2 Bände, Wien/München 1959/1960.
- Der Tod des Lichtes. Salzburg 1964.
- als Hrsg. mit Wilhelm Messerer: Festschrift, Karl Oettinger zum 60. Geburtstag am 4. März 1966 zugewidmet. Erlangen 1967 (= Erlanger Forschungen, Reihe A: Geisteswissenschaften. Band 20).
- mit Hermann Bauer: Rokoko. Struktur und Wesen einer europäischen Epoche. Köln 1991/1992.
- Die Kollegienkirche und die Kirche der Sorbonne. In: Mitteilungen der Gesellschaft für Salzburger Landeskunde. Jahrgang 120/121, Salzburg 1980/81, S. 371–398 (zobodat.at [PDF]).
- Das goldene Zeitalter. Eine Kindheit. München/Zürich 1986.